# Jean Louis de Nogaret de La Valette

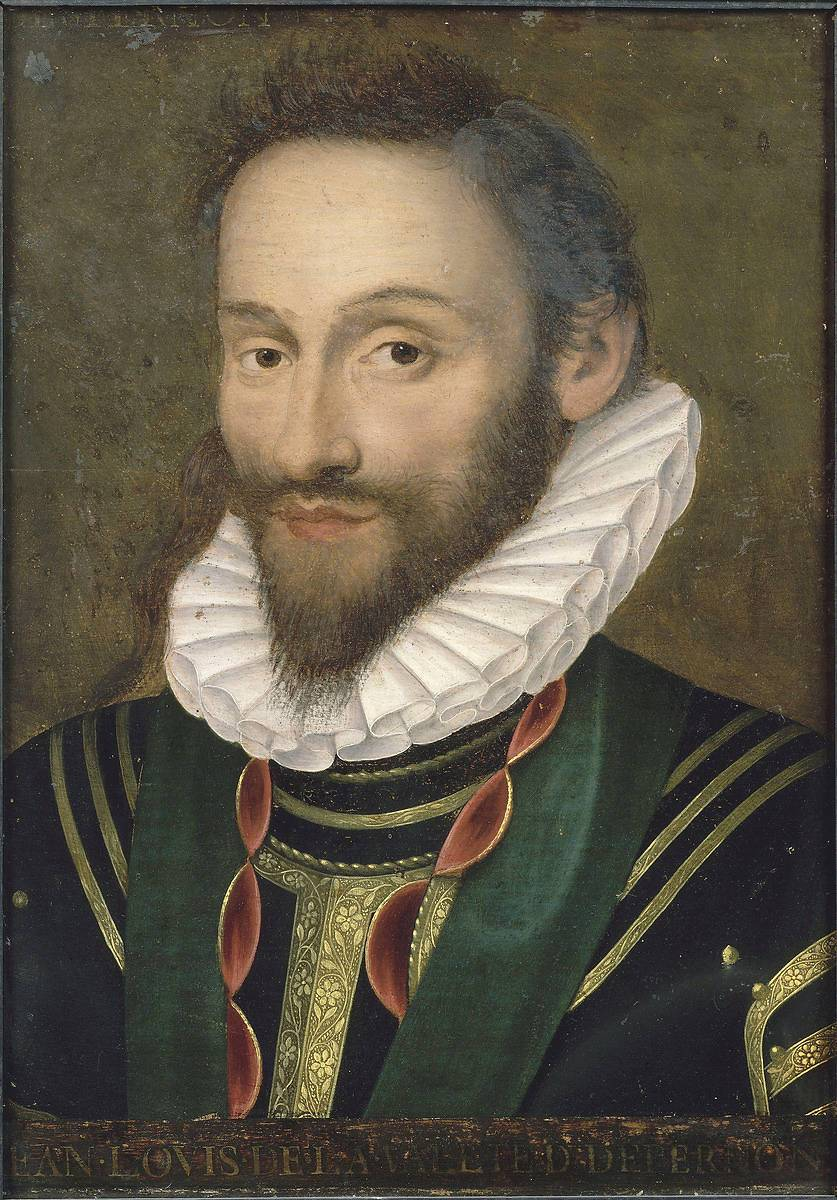
Jean Louis de Nogaret de La Valette, Gemälde im Schloss Versailles

Jean Louis de Nogaret de La Valette, Duc d'Épernon (* Mai 1554 auf Schloss Caumont in Cazaux-Savès; † 13. Januar 1642 in Loches) aus der Familie Nogaret de La Valette war seit 1581 Herzog von Épernon und seit 1622 auch Herzog von La Valette. Er war ein französischer Militär und Provinzgouverneur und der engste Berater von König Heinrich III.

## Leben
Wie sein Vater Jean de Nogaret de La Valette und sein Großvater Pierre de Nogaret, sieur de La Valette, verfolgte Jean-Louis eine Karriere als Militär. Sie waren Nachfahren des um 1300 einflussreichen Guillaume de Nogaret. 
Er nahm im Rahmen der Hugenottenkriege an der erfolglosen Belagerung von La Rochelle im Jahre 1573 und an den Belagerungen von La Charité-sur-Loire und von Issoire (1577) teil. 

### Unter Heinrich III.

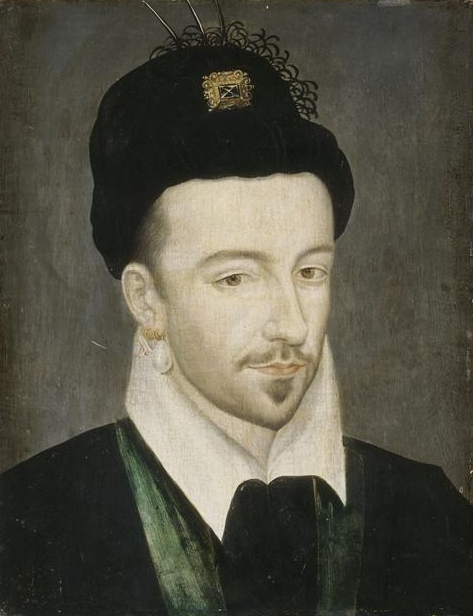
Heinrich III.

Vor La Rochelle begegnete er dem Herzog von Anjou, dem künftigen König Heinrich III., der 1574 den Thron bestieg. Dieser erlag dem Charme und Charisma des energischen Offiziers. Dennoch gehörte Nogaret erst ab 1578 zu den engsten Vertrauten Heinrichs III., seinen Mignons; Nogaret und Anne de Joyeuse wurden die Archimignons („Erz-Mignons“) genannt und waren zugleich Freunde und Rivalen. Nachdem Joyeuse 1587 gefallen war, wurde Nogaret endgültig die rechte Hand des Königs und erhielt den Spitznamen le demi roi (der halbe König).
Am 27. November 1581 ernannte ihn Heinrich III. zum Pair von Frankreich sowie zum Herzog von Épernon, im gleichen Jahr erfolgte die Ernennung zum Colonel général der französischen Infanterie und zum Premier Gentilhomme de la Chambre du Roi. 1586 wurde er Gouverneur der Provence, 1587 Admiral von Frankreich sowie Gouverneur der Normandie. Er diente Heinrich III. in den religiösen Machtkämpfen der Epoche als Mittelsmann zu seinem calvinistischen Schwager und Cousin König Heinrich von Navarra, doch versuchte Épernon vergeblich, diesen zur Konversion zu bewegen, um ihm die Thronfolge zu ebnen, nachdem der jüngere Bruder des kinderlosen Heinrich III. 1584 gestorben war. Épernon wollte die moderaten Katholiken mit den Protestanten verbünden, um den König zu stärken. Obwohl stets der katholischen Seite treu, war Épernon jedoch ein Gegner der fanatischen Heiligen Liga, die vom Herzog von Guise und seinem Bruder, Kardinal de Guise, geführt wurde. Diese genossen allerdings Popularität im Volk, insbesondere in Paris, während Nogaret verhasst war. 1588 sperrte er der Spanischen Armada den Hafen von Boulogne-sur-Mer. Als die Liga am 12. Mai 1588 in Paris einen Aufstand durchführte, musste der König Épernon von seinen wichtigsten Posten entlassen, beließ ihm jedoch die Stellung des Gouverneurs von Angoumois und Saintonge, wohin er sich zurückzog. Im Dezember 1588 ließ der König die beiden Guisen töten, doch beherrschte weiterhin die Liga Paris. Anfang 1589 rief der König Épernon zurück und machte ihn wieder zum Gouverneur der Provence.

### Unter Heinrich IV.

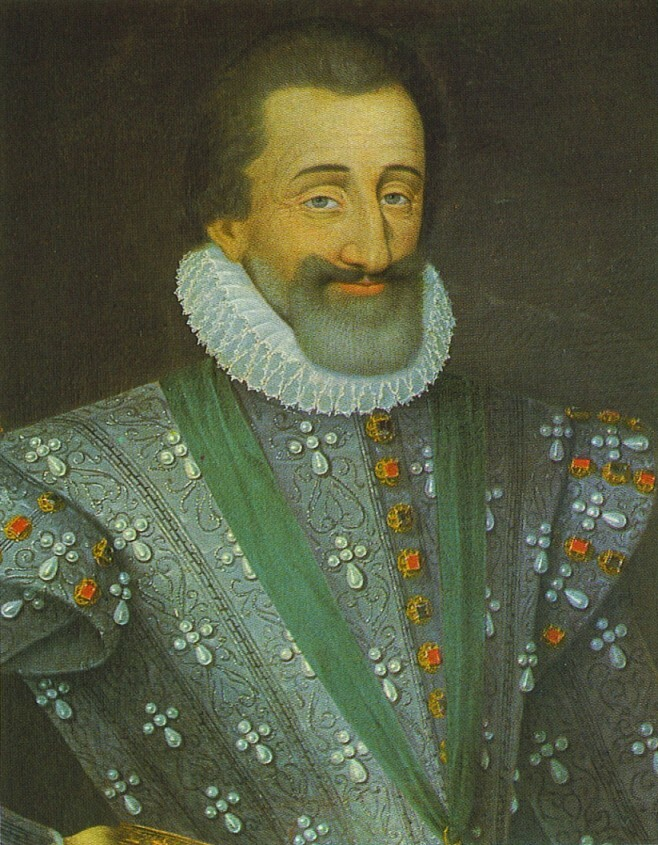
Heinrich IV.

Als Heinrich III. im August 1589 selbst von einem fanatischen Mönch ermordet wurde und Heinrich von Navarra ihm als Heinrich IV. nachfolgte, zog Épernon seine Truppen vor Paris zurück und zwang damit auch Heinrich IV. zum Rückzug. Als der Sohn des getöteten Herzogs von Guise, Charles, sich dem neuen König unterwarf, erhielt er zur Belohnung das Governement der Provence, was Épernon verärgerte, sodass er sich in Südfrankreich auf die Seite der Liga schlug. Dort wurde er aber nun von Charles de Guise besiegt. Erst nachdem 1593/94 Heinrich IV. vom Parlement anerkannt, zum Katholizismus konvertiert und gekrönt worden war, unterwarf sich im Mai 1596 auch der Herzog von Épernon, wofür er finanziell entschädigt wurde. Doch traf der König anders als sein Vorgänger eigene Entscheidungen und ließ sich weder von Épernon noch von anderen steuern. Dieser widmete sich fortan dem Bau seines Schlosses Cadillac in der Gironde. Allerdings setzte er sich dafür ein, den Jesuiten die Rückkehr zu gestatten. 
Als der Einzeltäter François Ravaillac Heinrich IV. am 14. Mai 1610 in Paris ermordete, indem er in dessen Kutsche sprang und ihn erstach, saß Épernon ihm gegenüber. 

### Unter Ludwig XIII.
Mit der Übernahme der Regentschaft für den minderjährigen Ludwig XIII. durch die Königinwitwe Maria de’ Medici gewann die katholisch-spanische Partei Einfluss am Hof. Épernon ließ die sterblichen Überreste Heinrichs III. in die Königsgruft der Abtei Saint-Denis überführen, worum Heinrich IV. sich nicht gekümmert hatte. Er gehörte zu den gut bezahlten Räten der Regentin, hatte aber keinen Einfluss, da Concino Concini ihr hauptsächlicher Ratgeber war. Épernons jüngster Sohn wurde aber Erzbischof von Toulouse und Kardinal. 
1611 erhob die Hofdame Jacqueline d’Escoman gegen ihn den Vorwurf, sich mit Catherine Henriette de Balzac d’Entragues bereits 1606 zu einem Komplott gegen Heinrich IV. zusammengeschlossen zu haben. Da er den gerichtsbekannten Ravaillac aus seiner Zeit als Gouverneur in Angoulême gekannt habe, sollte ein Zusammenhang mit dem Mord konstruiert werden. Épernon klagte Escoman entsprechend wegen Verleumdung an, gewann den Prozess und seine Stellung blieb unbeschadet. Auf Betreiben der Königinwitwe wurde Escoman wegen Verleumdung zu lebenslanger Haft verurteilt.

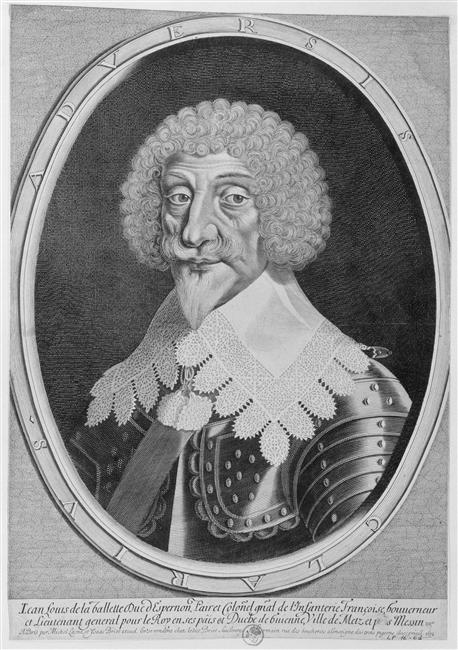
Der Herzog von Épernons 1632

1621 wurde er bei der Belagerung von Saint-Jean-d’Angély im Rahmen der Niederschlagung des Hugenottenaufstandes verwundet. 1622 wurde er Gouverneur von Guyenne, wo er erneut Rebellionen niederschlug. 1622 wurde Épernons Besitz Villebois-Lavalette zum Herzogtum und zur Pairie erhoben, wodurch er beide Ränge zweifach einnahm. Der junge König hielt sich hier Ende 1615 mit seiner Ehefrau auf Einladung des Herzogs auf. Épernons zweiter Sohn Bernard heiratete Gabrielle-Angélique de France, eine natürliche Tochter Heinrichs IV. mit der Marquise de Verneuil.
1634 schlug er den Erzbischof von Bordeaux, Kardinal Henri d’Escoubleau de Sourdis, in der Öffentlichkeit, woraufhin dieser seine Exkommunikation verlangte. (Jahre später rächte er sich am Sohn Bernard.) 1638 entzog Kardinal Richelieu ihm das Gouverneursamt, nachdem er dessen Politik kritisiert hatte, und verbannte ihn wegen des Vorfalls mit dem Kardinal nach Loches. Hier starb er am 13. Januar 1642. 
Jean Louis de Nogaret de La Valette, Herzog von Épernon, erlebte in den 87 Jahren seines Lebens sechs Könige und zwei Regentschaften. Er galt zu seiner Zeit als einer der mächtigsten Männer Frankreichs, zumal er mit den Provinzen Provence, Normandie, Guyenne, Angoumois und Saintonge im Laufe der Zeit ein Fünftel des Königreichs regiert hat.

## Ehen und Nachkommen

Wappen des Jean Louis de Nogaret de La Valette als Herzog von Épernon

Seit 1587 war er mit der wohlhabenden Marguerite de Foix-Candale (* 1567; † 1593), Gräfin von Candale, Bénauges und Astarac, Captale de Buch, aus dem Hause Grailly verheiratet. Mit ihr hatte er vier Kinder:
- Henri (* 1591; † 1639), Herzog von Candale;
- Bernard (* 1592; † 1661), Herzog von Épernon, ab 1639 Graf von Candale;
- Pierre (* 1589);
- Louis (* 1593; † 1639), Erzbischof von Toulouse (1614–1628), ab 1621 Kardinaldiakon von Sant’Adriano al Foro, Kommandant der französischen Deutschlandarmee (1635–1637)

Nach dem Tod seiner ersten Gattin heiratete er in zweiter Ehe Anne Castelet de Monier. Mit ihr hatte er einen Sohn:
- Jean-Louis (* 1600), genannt „Chevalier de La Valette“.

Er hatte zudem drei Kinder mit Diane d’Estrées, einer Schwester von Gabrielle d’Estrées und François-Annibal d’Estrées:
- Louise;
- Louis († 1679), Bischof von Mirepoix (1630–1655) und Carcassonne (1655–1679);
- Bernard, Prior von Bellefonds.